# Belcrediové
Belcredi [Belkrédy] je nejprve patricijský, později hraběcí rod pocházející z italské Lombardie.

## Historie

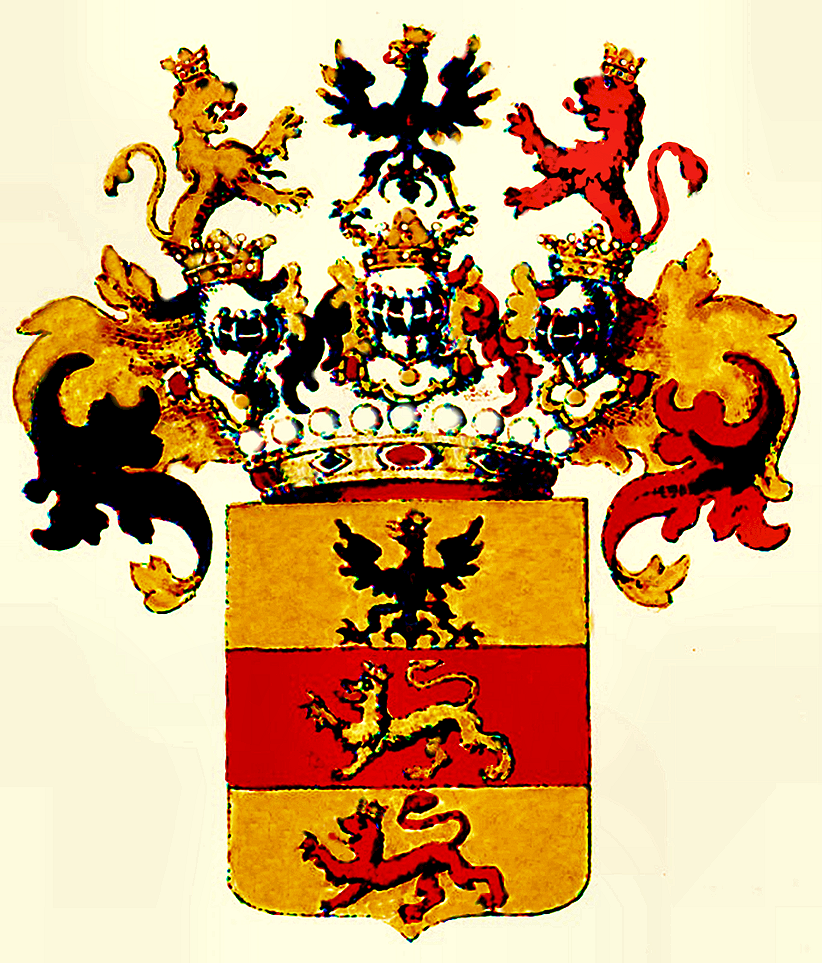
Podoba hraběcího erbu Belcrediů z roku 1769

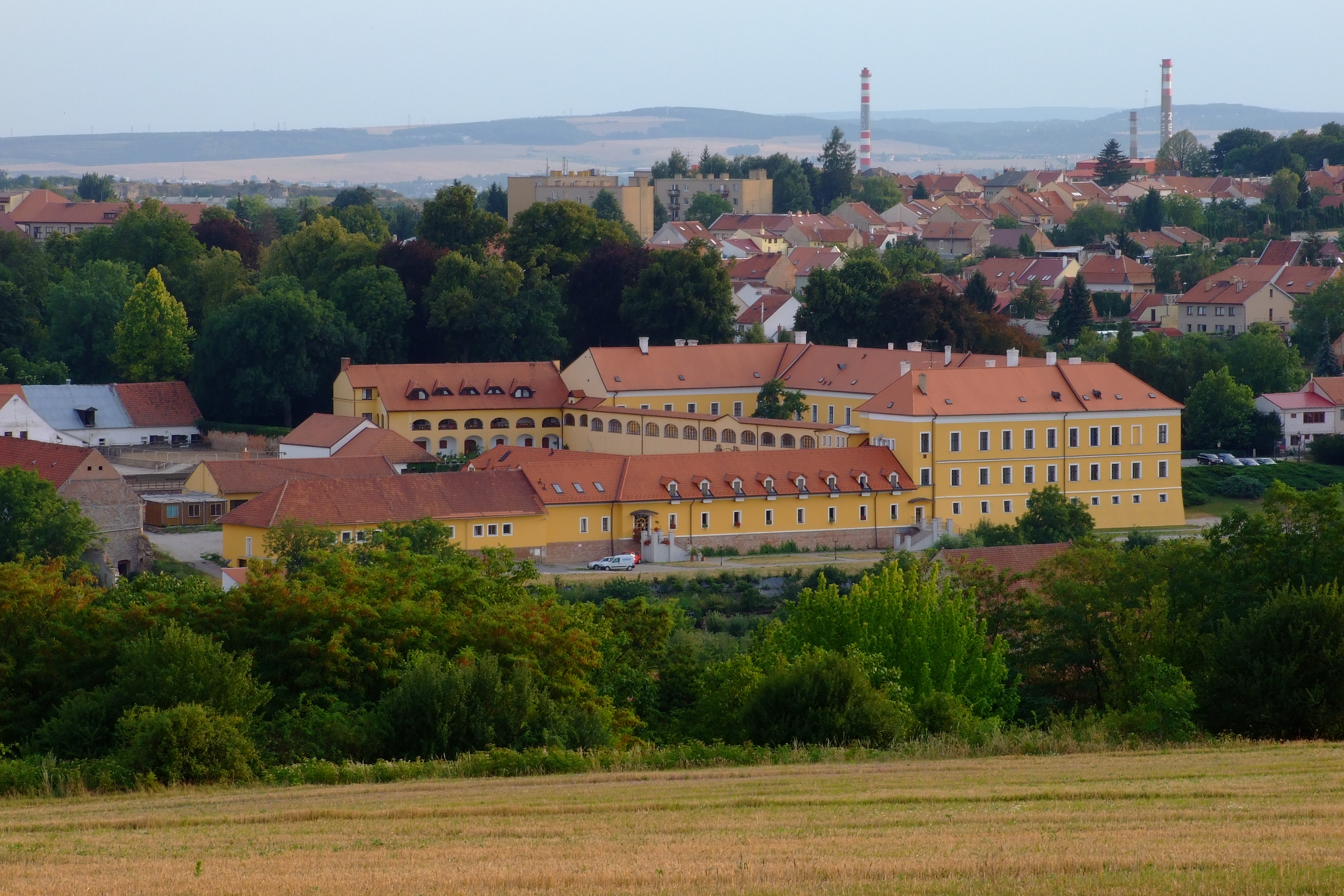
Líšeňský zámek ve Staré Líšni focený od Kostelíčku

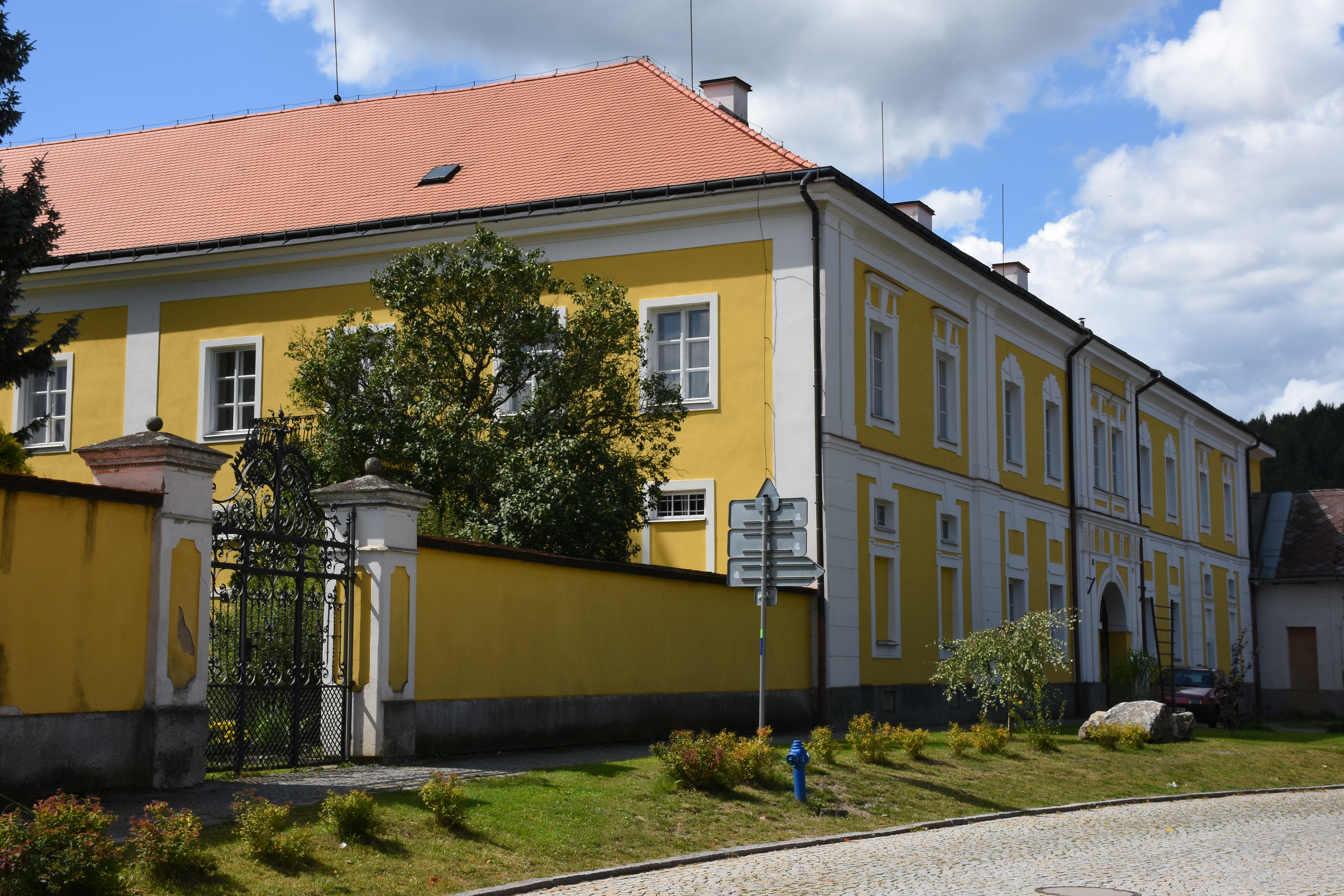
Zámek Jimramov

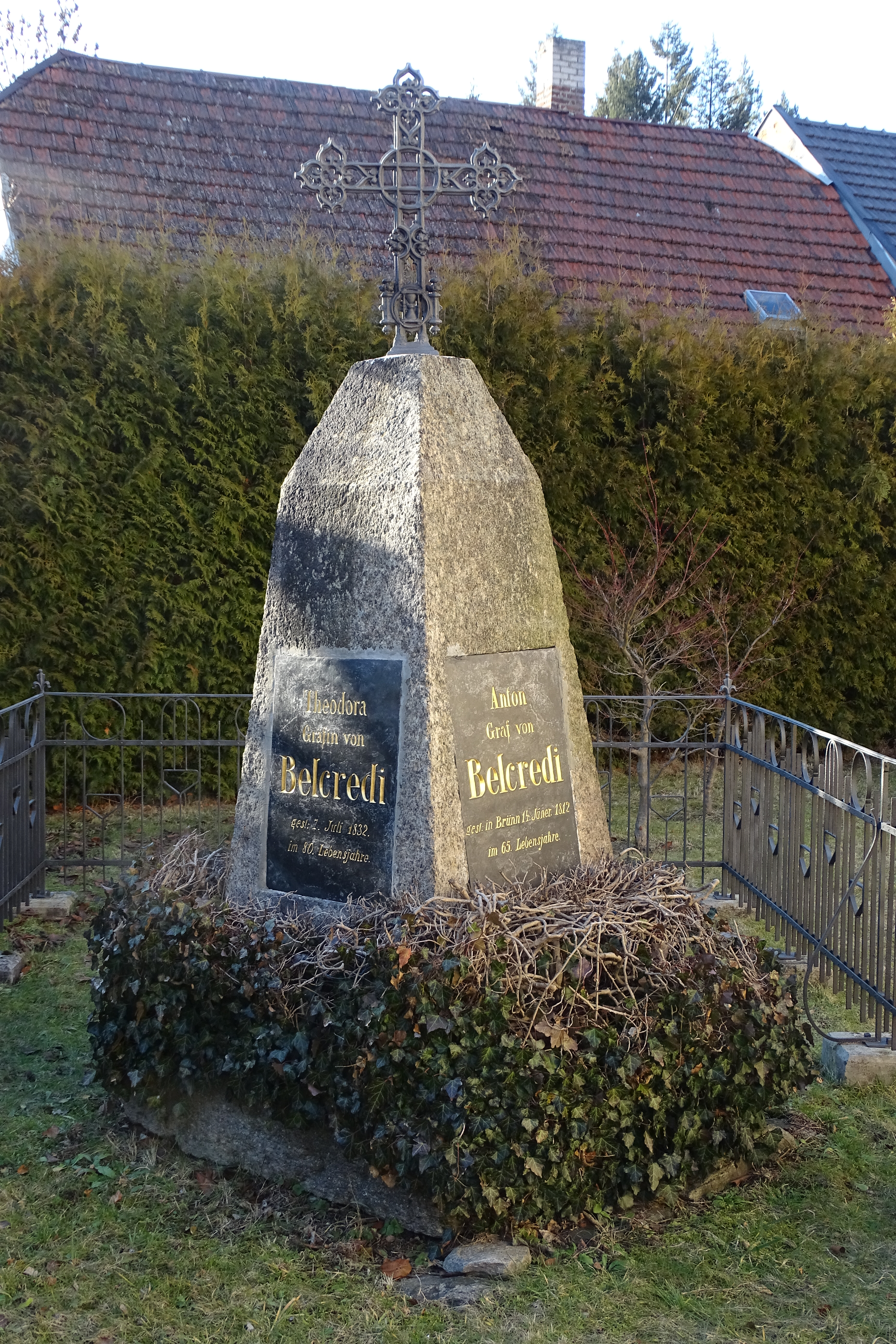
Hrob rodiny Belcredi u kostela Narození Panny Marie v Jimramově

První zpráva o rodu tohoto jména se objevuje již v roce 1010. Bezpečně pak mezi patricijskými rodinami roku 1226, rodokmen lze sledovat od roku 1353.
V 18. století se usídlili na Moravě, Antoine de Belcredi začátkem 18. století získal dědičný titul markýze na rakousko-lombardském území. Roku 1769 povýšila Marie Terezie jeho vnuka do hraběcího stavu, třicet let poté je přijali za obyvatele Království českého. Vlastnili panství Jimramov u Nového Města na Moravě, kde původní tvrz přestavěli na zámek. Dále drželi panství Líšeň a Vosenice. Nacisté během okupace na jejich majetek uvalili nucenou správu, po válce jim byla panství vrácena, po únoru 1948 většina příslušníků rodu odešla do Rakouska. Hrabě Richard Mořic Karel pracoval v Rádiu Svobodná Evropa. Karel Michael předpovídal počasí na rakouské televizi. Na Moravě zůstal Ludvík Hugo a jeho synové lékař Karel a archeolog Ludvík.
Nejvýznamnějším členem byl Richard Belcredi (1823–1902), jenž se stal krajským hejtmanem, v roce 1865 se stal státním ministrem. Zasedal v říšském sněmu i radě, kde usiloval o federalizaci starého mocnářství a samosprávu pro české země. S těmito postoji narazil na německý odpor a po porážce v prusko-rakouské válce musel v roce 1867 rezignovat.

## Některé osobnosti rodu
- Antonín Belcredi (1744–1812)
- Eduard hrabě Belcredi (1786–1838, syn Antonína * 1744) – účastník napoleonských válek
- Egbert hrabě Belcredi (1816–1894, syn Eduarda * 1786) – moravský velkostatkář a politik, český vlastenec (starší bratr Richarda Belcrediho)
- Richard hrabě Belcredi (1823–1902, rovněž syn Eduarda * 1786) – rakouský úředník a politik, místodržící Království českého a ministerský předseda Rakouského císařství
- Ludvík Egbert Belcredi (1856–1914, syn Richarda * 1823) – poslanec Moravského zemského sněmu a Říšské rady Rakouského císařství
- Richard Belcredi (1891–1956, syn Ludvíka Egberta * 1856) – signatář "Prohlášení české a moravské šlechty" v září 1939
- Karel Belcredi (1893–1972, rovněž syn Ludvíka Egberta * 1856) – český vlastenec, aktér všech tří deklarací české šlechty v letech 1938 a 1939
- Jindřich Belcredi (1902–1973, rovněž syn Ludvíka Egberta * 1856) – signatář "Prohlášení české a moravské šlechty" v září 1939
- Ludvík Hugo Belcredi (1921–1981, syn Karla * 1893) – podnikatel a velkostatkář, vězněn komunisty
- Hugo Andrian-Belcredi (1923–2012, rovněž syn Karla * 1893) – majitel jimramovského zámku
- Richard Mořic Belcredi (1926–2015, rovněž syn Karla * 1893) – pracovník rádia Svobodná Evropa, jednatel Opus Bonum, po pádu komunismu restituent zámku Brodek u Prostějova, v letech 1994–1999 byl velvyslancem ve Švýcarsku
- Carl Michael Belcredi (* 1939, syn Jindřicha * 1902) – rakouský novinář a reportér
- Karel Belcredi (* 1950, syn Ludvíka Huga * 1921) – český lékař, spolumajitel zámku Líšeň
- Ludvík Belcredi (* 1954, rovněž syn Ludvíka Huga * 1921) – český archeolog, spolumajitel zámku Líšeň
- Kristiana Belcredi (* 1981, dcera Ludvíka * 1954) – česká operní a divadelní režisérka

## Příbuzenství
Belcrediové se především pomocí sňatků spojili s Nostici, Lobkovici, Rohany a další českou i zahraniční šlechtou.

## Erb
Dvakrát dělený erb, v horní zlaté části se nachází černá orlice, v prostředním červeném poli zlatý lev, v dolní zlaté části lev červený.

## Galerie

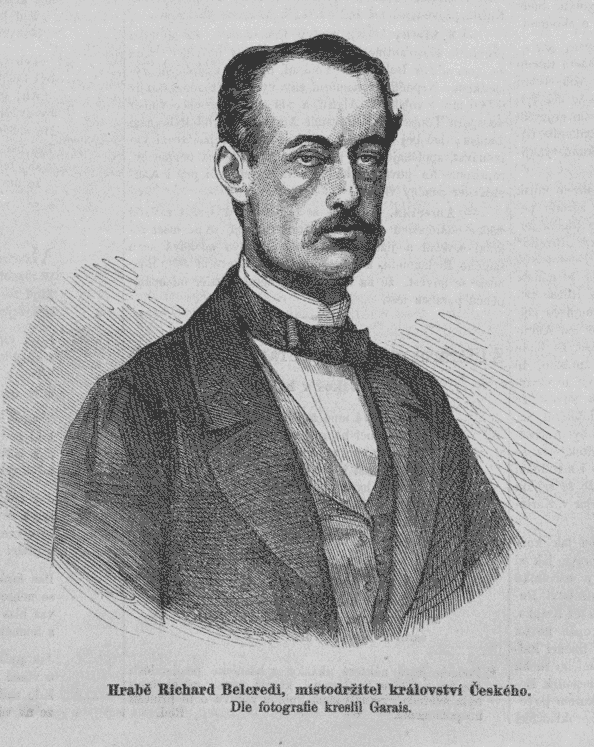
Richard Belcredi (1823–1902) – portrét z roku 1864
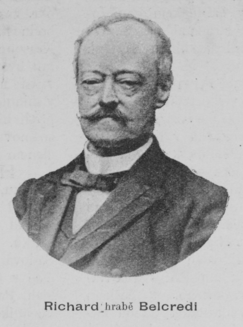
Richard Belcredi (1823–1902) – portrét z roku 1897
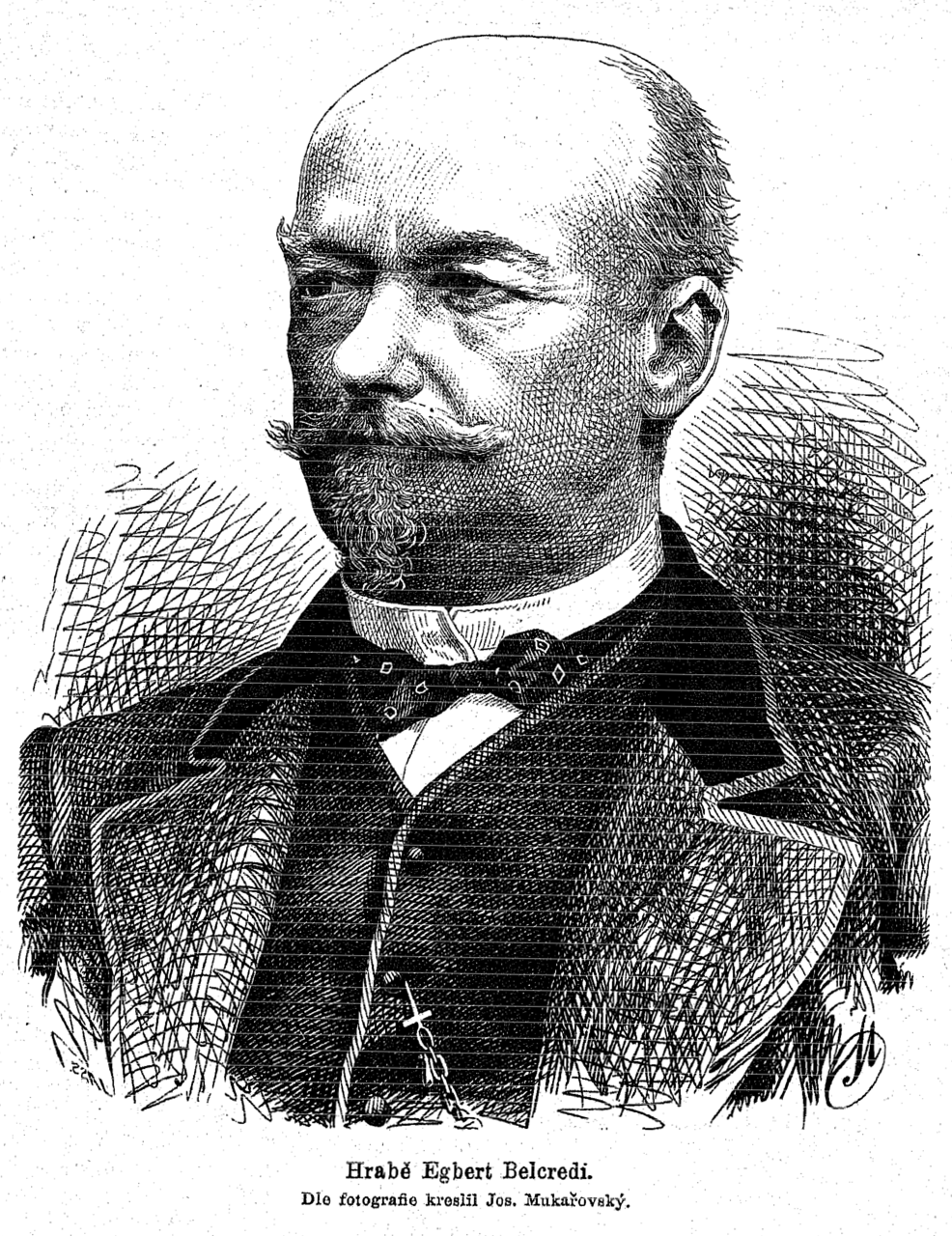
Egbert Belcredi (1816–1894)
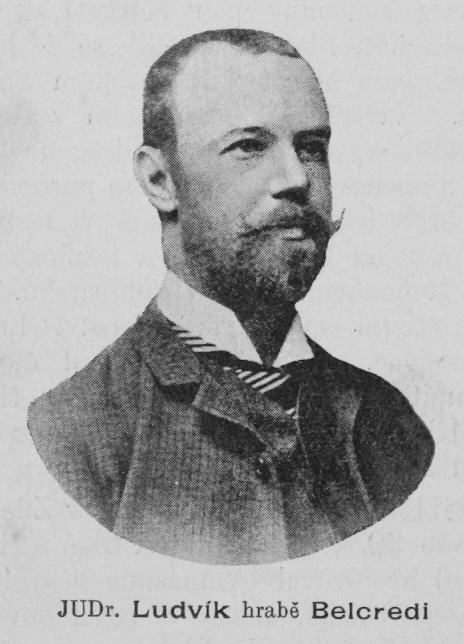
Ludvík Egbert Belcredi (1856–1914)